# 恋にゆれて
「恋にゆれて」（こいにゆれて）は小柳ルミ子の8枚目のシングルである。1973年5月25日にワーナー・パイオニアから発売された。

## 収録曲
1. 恋にゆれて
作詞：安井かずみ／作曲：平尾昌晃／編曲：森岡賢一郎
2. 夏に萌えて
作詞：酒井チエ／作曲：平尾昌晃／編曲：森岡賢一郎